# Edvald Boasson Hagen
Pour les articles homonymes, voir Hagen.
Edvald Boasson Hagen, né le 17 mai 1987 à Rudsbygd (no) en Norvège, est un coureur cycliste norvégien professionnel. 
Coureur complet, il a notamment remporté trois étapes du Tour de France, une sur le Tour d'Italie et cinq sur le Critérium du Dauphiné. Il compte également à son palmarès plusieurs classiques, dont Gand-Wevelgem en 2009, la Vattenfall Cyclassics en 2011 et le Grand Prix de Plouay en 2012. Il est également treize fois champion de Norvège (trois titres sur la course en ligne et dix en contre-la-montre).

## Biographie

### Les débuts chez Maxbo Bianchi (2006-2007)
La carrière d'Edvald Boasson Hagen commence en 2006 dans l'équipe continentale norvégienne Maxbo Bianchi. À 19 ans seulement, il glane huit succès, dont trois étapes du Tour de l'Avenir. Dans les courses de première catégorie, il termine deuxième de la Colliers Classic, derrière Erwin Thijs, et du Championnat de Norvège, battu par son coéquipier Lars Petter Nordhaug. 
En 2007, il acquiert 11 victoires entre mars en juin, remportant notamment la course croate Istrian Spring Trophy, la principale épreuve par étapes norvégienne, le Ringerike GP, ainsi que le titre de Champion de Norvège du contre-la-montre. Son équipe est alors invitée sur plusieurs courses estivales de niveau supérieur, où Boasson Hagen se distingue. Sur Paris-Corrèze, il remporte la première étape en solitaire, puis la seconde au sprint, et remporte le classement final, montrant l'étendue de son talent. Il remporte également au sprint la 4e étape du Tour d'Irlande. Il termine la saison avec quinze victoires, un total que seul le sprinter Alessandro Petacchi dépasse, et ses performances lui permettent de terminer la saison à la cinquième place de l'UCI Europe Tour. Dès mai 2007, il annonce avoir signé un contrat pour 2008 avec l'équipe ProTour allemande T-Mobile, qui devient High Road à la suite du retrait du principal sponsor.

### Les premiers succès au sein de Columbia (2008-2009)

#### Première saison, premières victoires (2008)
Pour sa découverte du plus haut niveau, en 2008, Boasson Hagen prévoit un programme allégé, ne participant à aucun grand tour, et à de rares grandes classiques. Il remporte rapidement ses deux premières victoires de la saison, sur le contre-la-montre du Critérium international, puis au Grand Prix de Denain. En juin, il termine deuxième de la Commerce Bank Reading Classic aux États-Unis, derrière Óscar Sevilla. Après son abandon dans le Tour de Suisse, sa première grande course par étapes, il remporte pour la deuxième fois le titre de Champion de Norvège du contre-la-montre. À l'été, il confirme ses qualités de finisseur en remportant la 6e étape de l'Eneco Tour, puis trois étapes du Tour de Grande-Bretagne, chaque fois échappé. 

#### Victoire sur Gand-Welvegem (2009)

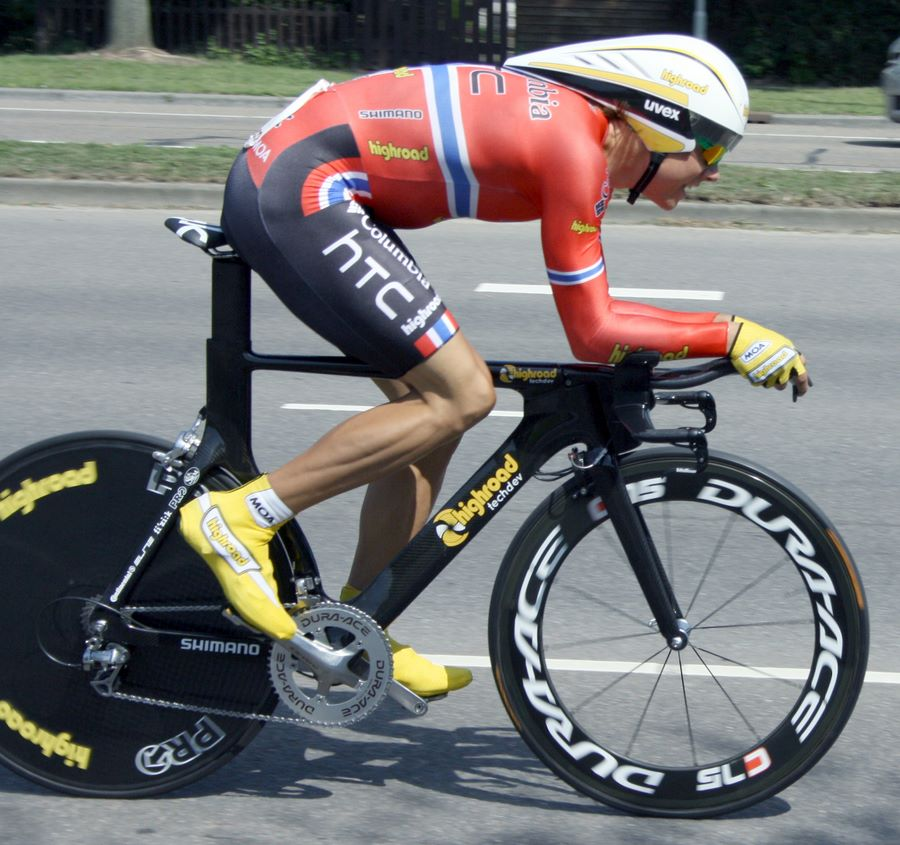
Boasson Hagen arborant son maillot de champion de Norvège du contre-la-montre (Eneco Tour 2009).

En 2009, Boasson Hagen prévoit de participer aux plus grandes courses. Il s'illustre dès le début de saison sur le Challenge de Majorque, en terminant deuxième du Trofeo Bunyola derrière Antonio Colom, puis du Trofeo Calvia derrière Gerald Ciolek. Il confirme sur le premier ses prédispositions pour les courses difficiles, et sur le second ses dons de finisseur. Mais il déçoit pour sa première participation à Tirreno-Adriatico. Cependant, après une formidable course d'équipe de la formation Columbia-High Road, Boasson Hagen remporte au sprint, devant son compagnon d'échappée, la classique Gand-Wevelgem. Aligné au départ du Tour d'Italie, sa première participation à un grand tour, il remporte avec Columbia le contre-la-montre par équipes, termine 2e de la 6e étape et s'adjuge la 7e étape, et le lendemain il termine à nouveau 2e de la 8e étape. Durant l'été, il remporte l'Eneco Tour, dont il gagne deux étapes, puis deux étapes du Tour de Pologne puis le Tour de Grande-Bretagne dont il remporte quatre étapes.

### Passage chez Sky (2010-2014)

#### Première participation au Tour de France (2010)

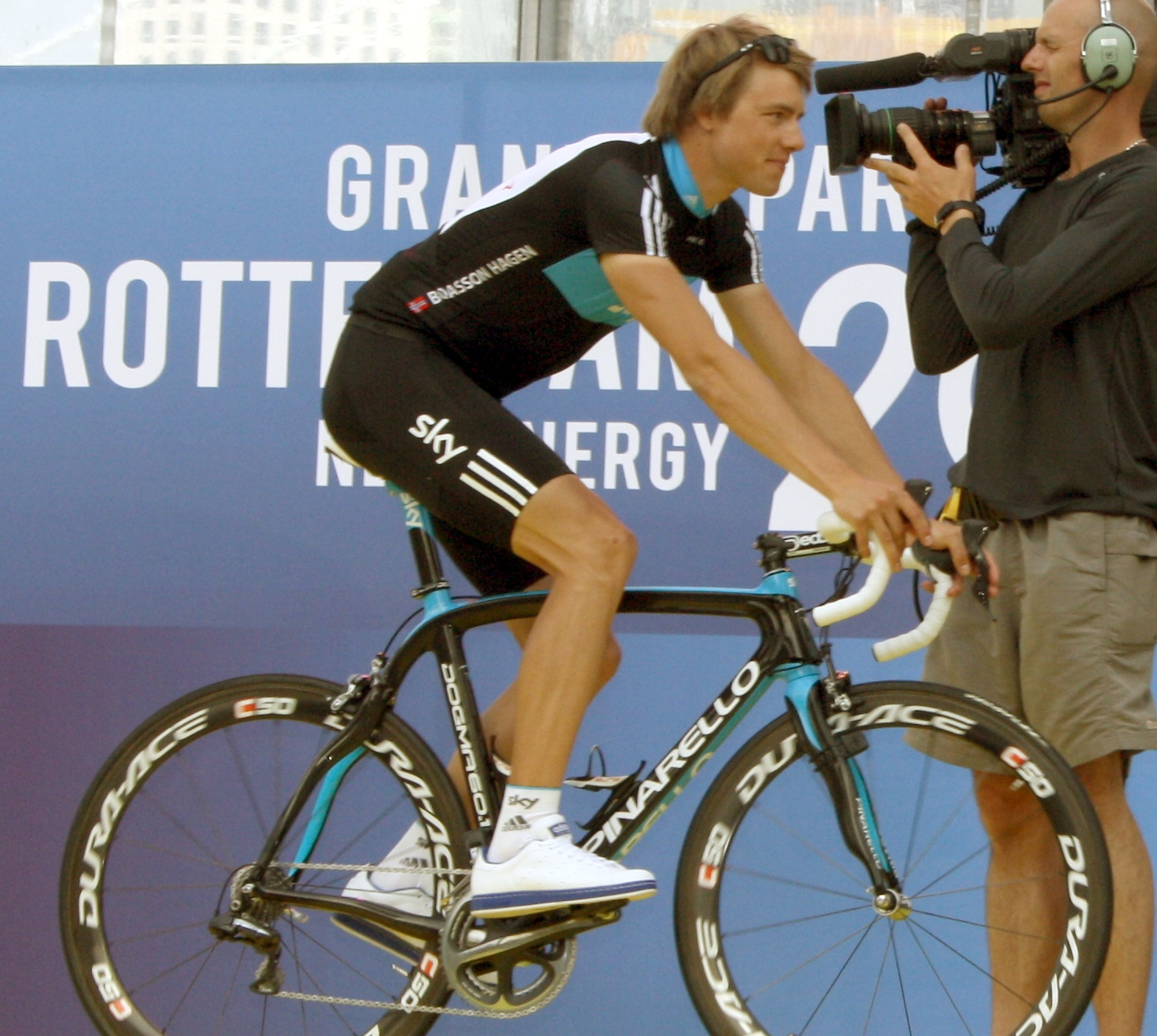
Boasson Hagen lors de la présentation de son équipe au Tour de France 2010.

Il s'engage en 2010 avec la nouvelle équipe cycliste britannique Sky. Il commence l'année par le Tour du Qatar, où il remporte la 1re étape via un contre-la-montre par équipes. Il enchaîne avec le Tour d'Oman où il remporte deux étapes et prend la deuxième place du classement général derrière Fabian Cancellara. Après avoir été six semaines sans courir pendant la campagne des classiques, il revient en forme au mois de juin en remportant en solitaire la 7e étape du Critérium du Dauphiné avant de remporter pour la 4e fois consécutive le championnat de Norvège du contre-la-montre. Il participe en juillet à son premier Tour de France. Après avoir été deux fois troisième d'étape, il termine 116e du classement général final. Après le Tour de France, il remporte la Dutch Food Valley Classic puis termine deuxième au sprint de la Vattenfall Cyclassics derrière l'Américain Tyler Farrar.
IL prend ensuite part à l'Eneco Tour dont il est le tenant du titre. Il termine troisième du classement général et remporte le classement des sprints. Il participe au premier Grand Prix cycliste de Québec dont il prend la seconde place, derrière le Français Thomas Voeckler.
Il finit 17e du Calendrier mondial UCI.

#### 2 étapes du Tour, l'Eneco Tour et la Vattenfall Cyclassics (2011)
Edvald Boasson Hagen commence sa saison 2011 en février au Tour d'Oman, dont il prend la deuxième place. Après avoir pris part au week-end d'ouverture de la saison belge (41e du Circuit Het Nieuwsblad et 8e de Kuurne-Bruxelles-Kuurne), il dispute le Tirreno-Adriatico en Italie. Il est contraint d'abandonner cette course en raison d'une douleur à un tendon d'Achille, contractée lors de Kuurne-Bruxelles-Kuurne. Il participe tout de même à Milan-San Remo, où il est classé 30e, puis renonce à Gand-Wevelgem. Quarantième du Tour des Flandres début avril, il chute ensuite lors du Grand Prix de l'Escaut. Il souffre de fractures aux côtes et doit déclarer forfait pour les autres classiques du printemps, notamment Paris-Roubaix. De retour à la compétition en mai, il obtient sa première victoire de la saison au Tour de Bavière, dont il gagne la première étape. En juin, il acquiert son cinquième titre consécutif de champion national du contre-la-montre. Souffrant d'un zona, sa participation au Tour de France est un temps mise en doute. Il en prend bien le départ, en Vendée. Il en remporte la 6e étape (Dinan-Lisieux) au sprint puis arrive deuxième derrière Thor Hushovd lors de la 16e étape se terminant à Gap. Le lendemain, il gagne la 17e étape (Gap-Pignerol) en passant la ligne d'arrivée seul après quelques kilomètres en solitaire, avec 40 secondes d'avance sur le second. Il termine ce Tour en prenant la deuxième place de la dernière étape aux Champs-Élysées, derrière le sprinteur Mark Cavendish, lauréat du maillot vert. En août, il remporte la Vattenfall Cyclassics et l'Eneco Tour.
En fin d'année, il signe un nouveau contrat de trois ans avec l'équipe britannique jusqu'à la fin de la saison 2014.

#### Médaille d'argent au championnat du monde (2012)

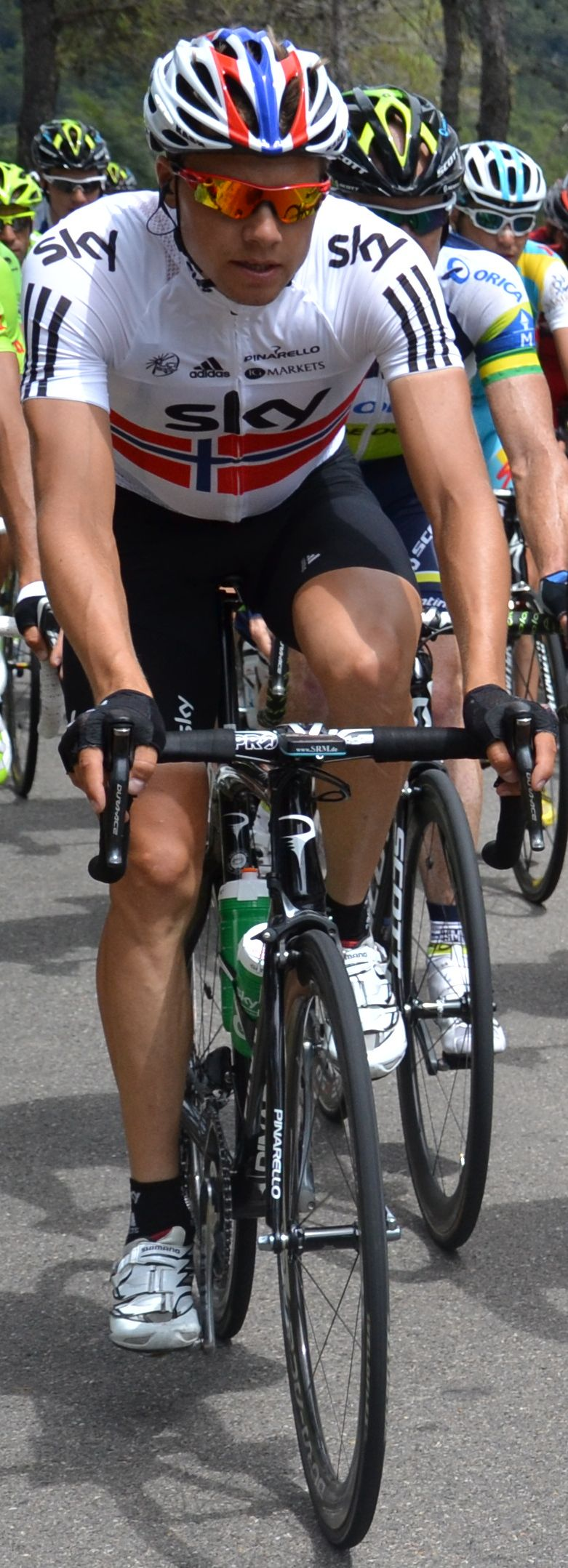
Edvald Boasson Hagen portant le maillot de champion de Norvège 2012 lors de la 13e étape du Tour de France 2012.

En 2012, Edvald Boasson Hagen gagne une étape de Tirreno-Adriatico, une etape du Critérium du Dauphiné, le championnat de Norvège, le Grand Prix de Plouay et obtient la médaille d'argent sur les championnats du monde à Valkenburg, derrière Philippe Gilbert et devant Alejandro Valverde.

#### 2013
En 2013, il reprend la compétition en Australie lors du Tour Down Under. Il y est troisième de la dernière étape. Il dispute ensuite le Tour du Qatar, dont il prend la huitième place, et le Circuit Het Nieuwsblad (17e). Les classiques des mois de mars et avril constituent son premier objectif important de la saison. Lors de Milan-San Remo, il est lâché par le groupe de tête dans l'ascension de la Cipressa et ne termine pas la course. Il est ensuite neuvième du Grand Prix E3, vingtième de Gand-Wevelgem, dix-septième du Tour des Flandres. Lors du Tour de Norvège, il remporte la 4e étape à Lillehammer, près de sa ville natale, avant de s'adjuger le classement général de cette épreuve de cinq étapes. Le 4 juin, Edvald Boasson Hagen remporte au sprint la troisième étape du Critérium du Dauphiné. À la fin du mois, il gagne pour la sixième fois le championnat de Norvège contre-la-montre. Présent sur le Tour de France comme coéquipier de Christopher Froome, Boasson Hagen chute durant la douzième étape, se fracturant alors l'omoplate droite. Il ne repart pas le lendemain. Il participe au Tour d'Espagne, où il est deuxième de deux étapes, battu respectivement par Philippe Gilbert et Bauke Mollema. Fin septembre, aux championnats du monde à Florence, il est médaillé de bronze du contre-la-montre par équipes avec Sky, et vingtième de la course en ligne.

#### Saison sans victoires (2014)
Sortant d'une saison à quatre victoires, mais sans résultat probant sur les classiques, Edvald Boasson Hagen souhaite faire évoluer son programme de courses pour obtenir de meilleurs résultats sur les classiques pavées. En début d'année 2014, Edvald Boasson Hagen est notamment deuxième du Trofeo Serra de Tramuntana et troisième du circuit Het Nieuwsblad. Au printemps, il dispute le Tour d'Italie. Tombés plusieurs fois durant la première semaine, il ne termine pas la course, souffrant aux côtes et au dos. Durant les semaines qui suivent, une douleur au tendon d'Achille le prive de Tour de France. Après avoir pris la 28e place du championnat du monde, il termine sa saison en se classant deuxième de la Japan Cup.

### Des hauts et des bas (2015-2020)

#### 2015: Saison perturbée par les blessures

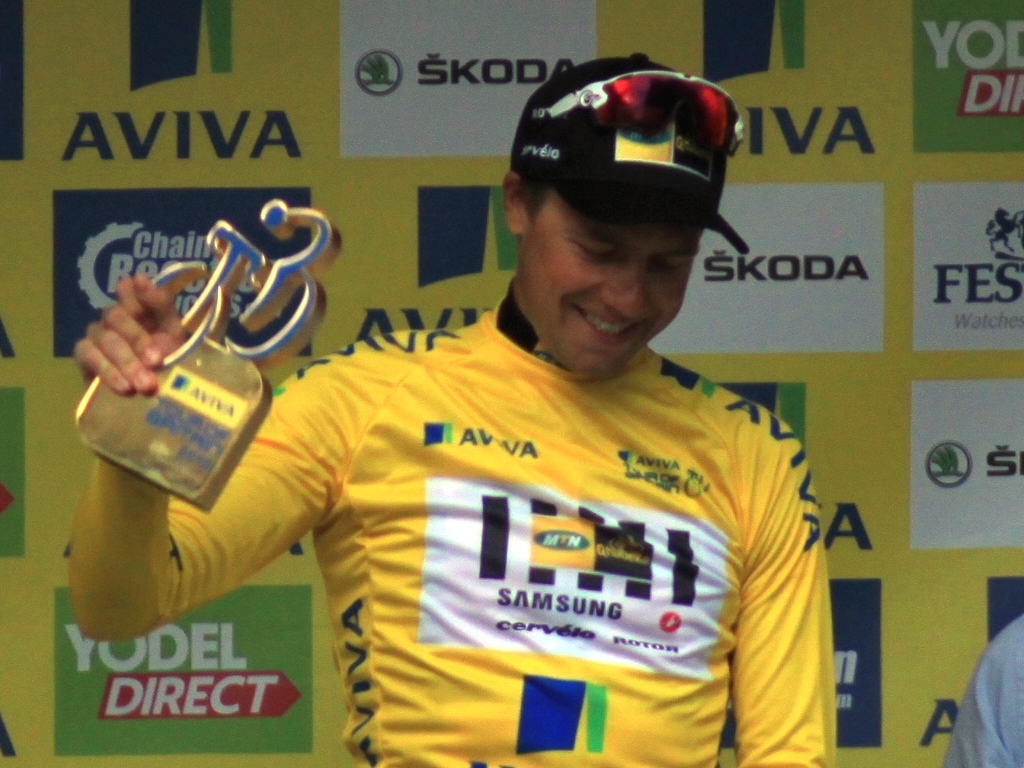
Boasson Hagen lors du Tour de Grande-Bretagne 2015 qu'il remporte

En 2015, Boasson Hagen rejoint l'équipe MTN-Qhubeka, qui l'engage pour deux ans. Dixième de Milan-San Remo, le Norvégien chute lors de Gand-Wevelgem et subit une fracture de la clavicule droite. Il ne peut participer à Paris-Roubaix, une course qu'il visait en début de saison.

#### Saison 2016
Sa première course de la saison a lieu sur le Challenge de Majorque qu'il termine à la troisième place au sprint derrière André Greipel et Sam Bennett. Il prend part ensuite au Tour du Qatar où il remporte la 3e étape, un contre-la-monte autour de Lusail. Il prend à cette occasion le maillot jaune de leader mais l'abandonne lors de l'étape suivante au profit de son coéquipier Mark Cavendish. Il termine 5e de l'épreuve. Il gagne ensuite deux étapes du Tour d'Oman (6e du classement général final).
Il prend part au printemps aux grandes classiques de la saison. Il participe à Milan-San Remo (26e), Gand-Wevelgem (18e), le Tour des Flandres (23e) puis à Paris-Roubaix. Lors de la "reine des classiques", il fait partie des coureurs qui se jouent la victoire à partir du Carrefour de l'Arbre. Il termine cinquième à trois secondes du vainqueur, l'Australien Mathew Hayman. Il termine sa campagne de classique par une participation à l'Amstel Gold Race, qu'il finit 56e.
Edvald Boasson Hagen est sélectionné pour la course en ligne des championnats du monde 2016 disputés au Qatar. Il sera leader de la sélection norvégienne avec Alexander Kristoff.

#### 2017: nouvelle victoire d'étape sur le Tour de France

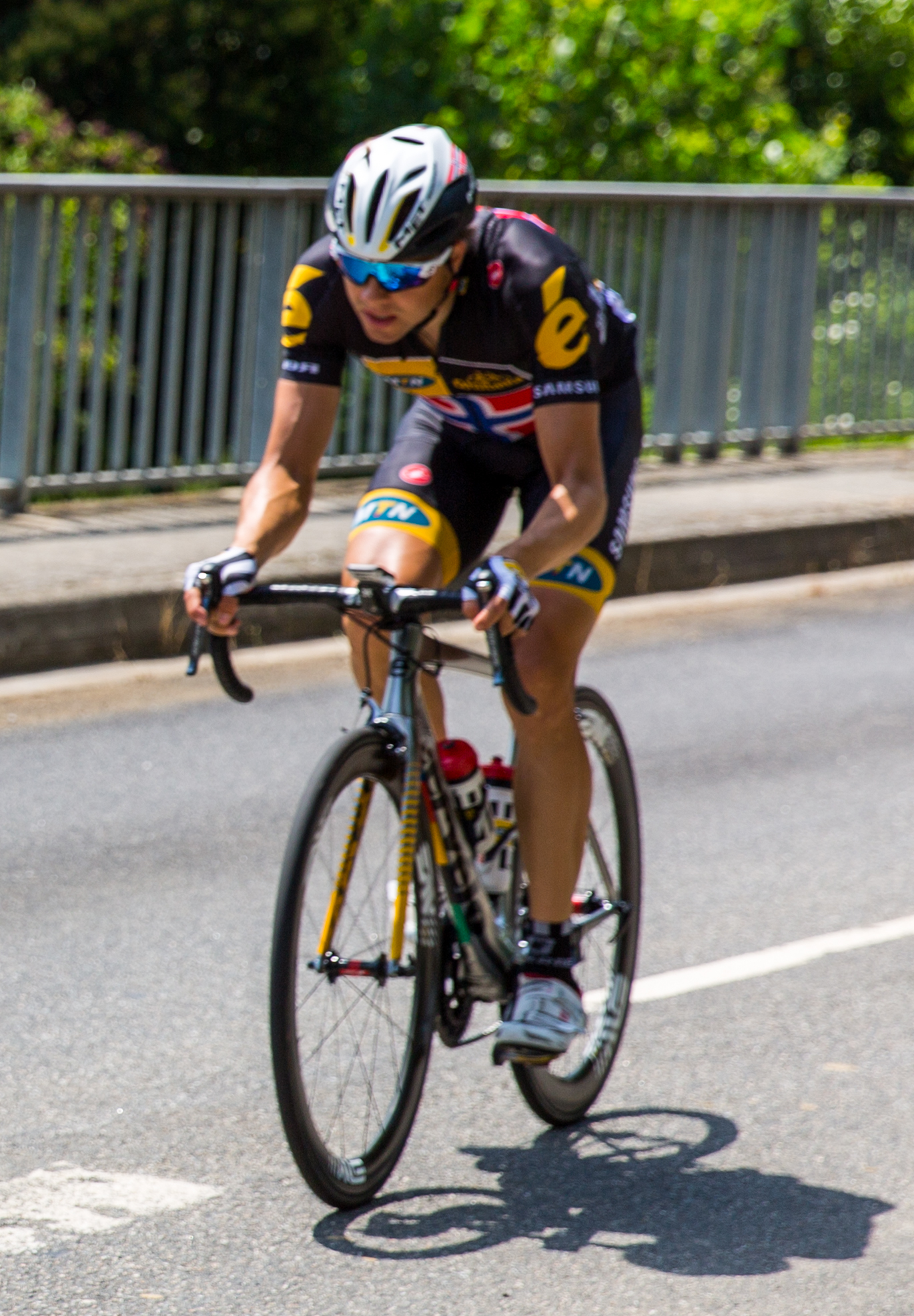
Lors du Tour de France 2015.

Lors du Tour de France, Boasson Hagen profite de l'abandon de son leader Mark Cavendish dès la quatrième étape pour s'illustrer. Ainsi, il est battu pour 6 millimètres seulement par Marcel Kittel lors du sprint massif de la septième étape. Il termine à nouveau deuxième, derrière le même adversaire durant la 11e étape. Puis au cours de la 14e étape il termine troisième, derrière Michael Matthews et Greg Van Avermaet au terme d'une arrivée vallonnée à Rodez avant de terminer à nouveau second, derrière Matthews durant la 16e étape. Il est finalement récompensé de ses efforts à Salon-de-Provence sur la 19e etape. Il se glisse dans l'échappée de 21 coureurs qui profite de la volonté du peloton de laisser couler pour se disputer la victoire. Il devient donc le grand favori de cette étape mais va parfaitement gérer le final bien qu'il ne possède aucun équipier, contrairement à plusieurs membres de l'échappée. Dans les 20 derniers kilomètres, Boasson Hagen se retrouve en compagnie de huit hommes à l'avant à la suite d'une cassure, puis profite d'un rond-point à 2 kilomètres de l'arrivée pour accélérer avec Nikias Arndt. Il lâche quasiment aussitôt ce dernier pour s'imposer en solitaire, six ans après sa dernière victoire sur le Tour de France.

#### 2018-2020
En janvier 2018, il fait retirer la vésicule biliaire. Il commence sa saison sur le Tour de l'Algarve. Il remporte deux courses dans son pays natal : la deuxième étape du Tour de Norvège et un dixième titre de champion de Norvège du contre-la-montre.
En 2019, il le seul coureur de l'équipe Dimension Data à obtenir une victoire sur une course du calendrier World Tour, en gagnant au sprint la première étape du Critérium du Dauphiné. Il perd le maillot jaune de leader dès le lendemain au profit de Dylan Teuns.
Lors de la saison 2020 perturbée par la pandémie de Covid-19, il participe à son dixième Tour de France. Il termine une seule fois dans le top 10, en se classant deuxième de la 7e étape derrière Wout van Aert,. Il est à l'attaque lors du Tour des Flandres en sortant du peloton juste avant qu'un un passage à niveau se referme et retarde le peloton. Il est néanmoins repris par la suite et se classe finalement 52e de la course.

#### 2021-2023: TotalEnergies

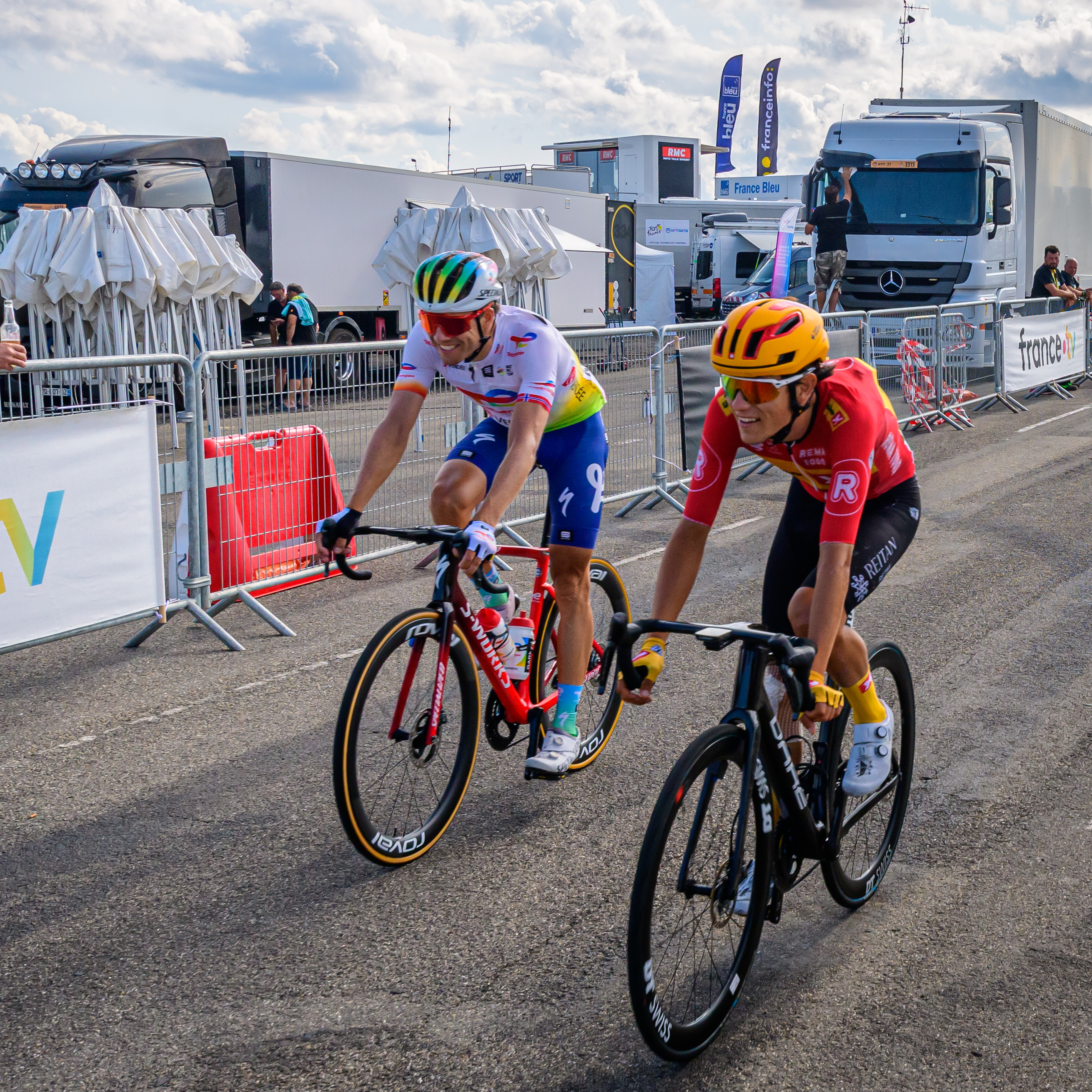
Boasson Hagen, avec un coureur d'Uno-X, lors du Tour de France 2023

En novembre 2020, l'équipe cycliste Total Direct Énergie annonce Boasson Hagen comme sa dernière recrue pour la saison 2021. Jean-René Bernaudeau, manager de la formation française, voit en Boasson Hagen un « capitaine de route ».
En fin de contrat en fin d'année avec TotalEnergies, celui-ci est prolongé jusqu'en fin d'année 2023.
Lors du Tour de France 2022, où il était initialement pas sélectionné, il est proche de remporter sa quatrième victoire d'étape sur le Tour à Arenberg, mais, piégé par Neilson Powless, il fait l'effort pour revenir, mais est contré par Taco van der Hoorn et le vainqueur Simon Clarke.
Il finit 3e du Grand prix de Valence en 2023, devancé par Arnaud de Lie et Jenthe Biermans. Il finit dans la foulée 4e du Grand prix de Denain, finissant dans le groupe de tête, mais sans accrocher un podium.

#### 2024: Decathlon-AG2R La Mondiale
En janvier 2024, Boasson Hagen signe un contrat d'une saison avec Decathlon-AG2R La Mondiale. Il arrête sa carrière à la fin de la saison sur Paris-Tours.

## Style et position dans le peloton
Edvald Boasson Hagen est considéré par les observateurs comme l'un des plus doués de sa génération, il est même qualifié lors de plusieurs interview en 2008 et 2012 de "Joyau à l'état pur" par Bernard Hinault, multiple vainqueur du Tour de France. Très bon rouleur, finisseur et sprinteur, à l'aise dans les bosses, il a aussi montré des dispositions en haute montagne. Son point faible dans les sprints massifs est « qu'il ne frotte pas ».
Son arrivée chez Sky marque une évolution dans sa carrière. Il est avec Richie Porte et Michael Rogers l'un des principaux capitaine de route du leader de l'équipe Bradley Wiggins. Il devient un équipier sur les courses par étapes disputées par l'équipe et est un des premiers coureurs de sa formation à entrer en action dans des débuts d'ascensions lors d'étapes de montagne. Il a su prendre des occasions pour s'offrir une victoire (comme lors de la 17e étape du Tour de France 2011). Sur les courses d'un jour, il peut davantage avoir sa chance.

## Palmarès et classements mondiaux

### Palmarès
| - 2004 - Champion de Norvège sur route juniors - Champion de Norvège de poursuite juniors - 2e du championnat de Norvège du critérium juniors - 2e du championnat de Norvège du contre-la-montre juniors - 2005 - Champion de Norvège sur route juniors - Champion de Norvège du contre-la-montre juniors - 3e étape b de la Course de la Paix juniors - 1re étape du Tour de Basse-Saxe juniors - 1re (contre-la-montre) et 3e étapes du Tour du Pays de Galles juniors - 2e étape du Keizer der Juniores - 2e du Tour de Basse-Saxe juniors - 2e du Tour du Pays de Galles juniors - 2006 - 4e étape du Rhône-Alpes Isère Tour - 1re et 5e étapes du Tour de Thuringe - 3e étape du Ringerike GP - 2e, 5e et 7e étapes du Tour de l'Avenir - Scandinavian Open Road Race - Jessheim : - Classement général - 1re étape - 2e du championnat de Norvège sur route - 2e du Colliers Classic - 5e du championnat du monde du contre-la-montre espoirs - 9e du championnat du monde sur route espoirs - 2007 - Champion de Norvège du contre-la-montre - Istrian Spring Trophy : - Classement général - Prologue - 6e étape du Tour de Normandie - 2e et 7e étapes du Tour de Bretagne - Ringerike GP : - Classement général - 1re, 2e, 3e et 5e étapes - Paris-Corrèze : - Classement général - 1re et 2e étapes - 1re étape du Gjøvik GP - Jessheim : - Classement général - 1re étape - 4e étape du Tour d'Irlande - 2e du Gjøvik GP - 6e du championnat du monde du contre-la-montre espoirs - 2008 - Champion de Norvège du contre-la-montre - 3e étape du Critérium international - Grand Prix de Denain - 6e étape de l'Eneco Tour - 4e, 5e et 7e étapes du Tour de Grande-Bretagne - 2e du Reading Classic - 2009 - Champion de Norvège du contre-la-montre - Gand-Wevelgem - 1re (contre-la-montre par équipes) et 7e étapes du Tour d'Italie - Eneco Tour : - Classement général - 6e et 7e étapes - 4e et 6e étapes du Tour de Pologne - Tour de Grande-Bretagne : - Classement général - 3e, 4e, 5e et 6e étapes - 2e du Trofeo Inca - 2e du Trofeo Calvia - 3e du Tour de Pologne - 3e du Challenge de Majorque - 2010 - Champion de Norvège du contre-la-montre - 1re étape du Tour du Qatar (contre-la-montre par équipes) - 3e et 6e étapes (contre-la-montre) du Tour d'Oman - 7e étape de Tirreno-Adriatico - 7e étape du Critérium du Dauphiné - Dutch Food Valley Classic - 2e du Tour d'Oman - 2e de la Vattenfall Cyclassics - 2e du Grand Prix cycliste de Québec - 2e du Chrono des Nations-Les Herbiers-Vendée - 3e de l'Eneco Tour - 2011 - Champion de Norvège du contre-la-montre - 1re étape du Tour de Bavière - 6e et 17e étapes du Tour de France - Eneco Tour : - Classement général - 6e étape - Vattenfall Cyclassics - 2e du Tour d'Oman - 8e du championnat du monde sur route | - 2012 - Champion de Norvège sur route - 2e étape du Tour de l'Algarve - 3e étape de Tirreno-Adriatico - Tour de Norvège : - Classement général - 4e étape - 3e étape du Critérium du Dauphiné - Grand Prix de Plouay - 2e de la Cancer Council Helpline Classic - 2e du championnat de Norvège du contre-la-montre - Médaillé d'argent du championnat du monde sur route - 3e du Tour de Pékin - 5e de Gand-Wevelgem - 5e de la Vattenfall Cyclassics - 5e du Grand Prix cycliste de Montréal - 7e du Tour Down Under - 2013 - Champion de Norvège du contre-la-montre - Tour de Norvège : - Classement général - 4e étape - 3e étape du Critérium du Dauphiné - Médaillé de bronze au championnat du monde du contre-la-montre par équipes - 3e du Championnat de Norvège sur route - 9e du Grand Prix E3 - 2014 - 2e du Trofeo Serra de Tramontana - 2e de la Japan Cup - 3e du Circuit Het Nieuwsblad - 2015 - Champion de Norvège sur route - Champion de Norvège du contre-la-montre - 5e étape du Tour des Fjords - 2e étape du Tour du Danemark - Classement général du Tour de Grande-Bretagne - 2e du Tour de Norvège - 10e de Milan-San Remo - 2016 - Champion de Norvège sur route - Champion de Norvège du contre-la-montre - 3e étape du Tour du Qatar (contre-la-montre) - 2e et 5e étapes du Tour d'Oman - 4e et 5e étapes du Tour de Norvège - 4e étape du Critérium du Dauphiné - 7e étape de l'Eneco Tour - 2e du Tour de Norvège - 3e du Trofeo Felanitx-Ses Salines-Campos-Porreres - 5e de Paris-Roubaix - 6e du championnat du monde sur route - 10e de la Bretagne Classic - 2017 - Champion de Norvège du contre-la-montre - Tour de Norvège : - Classement général - 1re et 5e étapes - Tour des Fjords : - Classement général - 3e, 4e et 5e étapes - 19e étape du Tour de France - 8e étape du Tour de Grande Bretagne - 2e du Tour de Grande Bretagne - 7e du championnat d'Europe du contre-la-montre - 7e de la Bretagne Classic - 2018 - Champion de Norvège du contre-la-montre - 2e étape du Tour de Norvège - 3e du Tour de Norvège - 4e d'À travers les Flandres - 8e de Eschborn-Francfort - 10e du Grand Prix cycliste de Montréal - 2019 - 1re étape du Tour de la Communauté valencienne - 3e étape du Tour de Norvège - 1re étape du Critérium du Dauphiné - 3e du Tour de Norvège - 2022 - 3e du championnat de Norvège sur route - 2023 - 3e du Grand Prix de Valence |

### Résultats sur les grands tours

#### Tour de France
13 participations
- 2010 : 116e
- 2011 : 53e, vainqueur des 6e et 17e étapes
- 2012 : 56e
- 2013 : non-partant (13e étape)
- 2015 : 82e
- 2016 : 109e
- 2017 : 78e, vainqueur de la 19e étape
- 2018 : 84e
- 2019 : 76e
- 2020 : 101e
- 2021 : hors délais (15e étape)
- 2022 : 58e
- 2023 : 100e

#### Tour d'Italie
2 participations
- 2009 : 82e, vainqueur des 1re (contre-la-montre par équipes) et 7e étapes
- 2014 : non-partant (16e étape)

#### Tour d'Espagne
2 participations
- 2013 : 84e
- 2019 : 96e

### Classiques et grands championnats
| Légende | Légende | Légende | Légende     | Légende | Légende             | Légende | Légende       |
| ------- | ------- | ------- | ----------- | ------- | ------------------- | ------- | ------------- |
| AB      | Abandon | HD      | Hors-délais | -       | Pas de particiation | ×       | Pas d'épreuve |

| Année | Milan-San Remo | Grand Prix E3 | Tour des Flandres | Gand-Wevelgem | Paris-Roubaix | Amstel Gold Race | Liège-Bastogne-Liège | JO-CLM | JO-Course en ligne | Europe-CLM | Europe-Course en ligne | Cyclassics de Hamboug | Bretagne Classic | GP de Québec | GP de Montréal | Mondial-CLM | Mondial |
| ----- | -------------- | ------------- | ----------------- | ------------- | ------------- | ---------------- | -------------------- | ------ | ------------------ | ---------- | ---------------------- | --------------------- | ---------------- | ------------ | -------------- | ----------- | ------- |
| 2008  | -              | -             | -                 | -             | -             | 77e              | 128e                 | -      | 70e                | x          | x                      | -                     | -                | x            | x              | 28e         | AB      |
| 2009  | 94e            | 26e           | 66e               | Vainqueur     | 62e           | -                | -                    | x      | x                  | x          | x                      | 25e                   | -                | x            | x              | 26e         | 60e     |
| 2010  | 106e           | 59e           | -                 | -             | -             | -                | -                    | x      | x                  | x          | x                      | 2e                    | -                | 2e           | 34e            | -           | AB      |
| 2011  | 30e            | -             | 40e               | -             | -             | -                | -                    | x      | x                  | x          | x                      | Vainqueur             | 100e             | 71e          | 15e            | -           | 8e      |
| 2012  | 25e            | 16e           | 19e               | 5e            | 42e           | 62e              | -                    | 13e    | AB                 | x          | x                      | 5e                    | Vainqueur        | AB           | 5e             | -           | 2e      |
| 2013  | AB             | 9e            | 17e               | 20e           | 47e           | AB               | -                    | x      | x                  | x          | x                      | -                     | -                | -            | -              | -           | 20e     |
| 2014  | 29e            | 17e           | 22e               | 23e           | 21e           | 39e              | -                    | x      | x                  | x          | x                      | 15e                   | 60e              | 55e          | 47e            | -           | 28e     |
| 2015  | 10e            | 19e           | -                 | AB            | -             | -                | -                    | x      | x                  | x          | x                      | 76e                   | -                | -            | -              | -           | 20e     |
| 2016  | 26e            | -             | 23e               | 18e           | 5e            | 56e              | -                    | 30e    | AB                 | -          | -                      | 22e                   | 10e              | -            | -              | 39e         | 6e      |
| 2017  | 19e            | 99e           | 22e               | 44e           | 64e           | -                | -                    | x      | x                  | 7e         | 44e                    | 29e                   | 7e               | -            | -              | 17e         | 30e     |
| 2018  | 16e            | 24e           | 19e               | 81e           | 34e           | -                | -                    | x      | x                  | -          | -                      | -                     | 36e              | 32e          | 10e            | -           | AB      |
| 2019  | -              | AB            | 32e               | 57e           | 54e           | -                | -                    | x      | x                  | -          | -                      | -                     | -                | -            | -              | -           | AB      |
| 2020  | 100e           | x1            | 52e               | 45e           | x1            | x1               | -                    | x2     | x2                 | -          | -                      | x1                    | -                | x1           | x1             | -           | -       |
| 2021  | 137e           | 73e           | 84e               | AB            | 30e           | -                | -                    | -      | -                  | -          | -                      | x1                    | 31e              | x1           | x1             | -           | -       |
| 2022  | 81e            | AB            | AB                | 92e           | 38e           | -                | -                    | x      | x                  | -          | -                      | 11e                   | -                | -            | -              | -           | -       |
| 2023  | -              | -             | AB                | AB            | 126e          | -                | -                    | x      | x                  | -          | -                      | 38e                   | 60e              | -            | -              | -           | AB      |
| 2024  | 97e            | 99e           | AB                | 94e           | 77e           | -                | -                    | -      | -                  |            |                        |                       |                  |              |                |             |         |

1 Pas d'édition en 2020 pour cause de pandémie de Covid-19.

2 En conséquence de la pandémie, les J.O. de Tokyo (Japon), prévus en 2020, sont reprogrammés en 2021.

### Classements mondiaux
| Année                  | 2006 | 2007 | 2008 | 2009 | 2010 | 2011 | 2012 | 2013 | 2014 | 2015 | 2016 |
| ---------------------- | ---- | ---- | ---- | ---- | ---- | ---- | ---- | ---- | ---- | ---- | ---- |
| Classement ProTour     |      |      | 96e  |      |      |      |      |      |      |      |      |
| Calendrier mondial UCI |      |      |      | 6e   | 17e  |      |      |      |      |      |      |
| UCI World Tour         |      |      |      |      |      | 11e  | 11e  | 88e  | 202e |      | 69e  |
| UCI Asia Tour          |      |      |      |      |      |      |      |      |      | 358e | 4e   |
| UCI Europe Tour        | 21e  | 5e   |      |      |      |      |      |      |      | 4e   |      |